# أنا والآخر (فلم)
أنا والآخر فيلم سعودي إنتاج سنة 2004 من بطولة مشعل المطيري، طلال السدر، صالح العلياني ومن إخراج المخرجة السعودية هيفاء المنصور، الفيلم حائز على جائزتين دوليتين الأولى جائزة أفضل سيناريو في مسابقة أفلام من الإمارات ، والثانية فوزه بتنويه خاص في مهرجان روتردام للأفلام العربية في هولندا، وتم عرض الفيلم في الولايات المتحدة الأمريكية، ومهرجان دبي الثقافي لسينما المرأة، ومهرجان فلاينج بروم العالمي لسينما المرأة في العاصمة التركية أنقرة، مدة الفيلم 15 دقيقة وتم تصويره في الإمارات.

## قصة الفيلم
تتحدث عن ثلاثة شبان مختلفون تماماً بالتوجهات يقعون في مأزق يحتم عليهم العيش سوياً لكي يتمكنوا من النجاة، ويعالج الفيلم مفاهيم عدة في فكر المجتمع السعودي.

## وصلات خارجية
- أنا والآخر في قاعدة بيانات الأفلام العربية